# 雙犁魚屬
雙犁魚屬又名雙鋤魚屬，是發光鯛目雙犁魚科下的一個屬，過去是鴨嘴鱚科下的一個屬。

## 分類
本屬包括以下物種：
- 單鯺雙犁魚 Hemerocoetes monopterygius (Schneider, 1801)
- 大眼雙犁魚 Hemerocoetes macrophthalmus Regan, 1914
- 少輻雙犁魚 Hemerocoetes pauciradiatus Regan, 1914
- 新西蘭雙犁魚 Hemerocoetes artus Nelson, 1979
- 莫氏雙犁魚 Hemerocoetes morelandi Nelson, 1979